# Music from Siesta
Music from Siesta ist ein Jazzalbum von Miles Davis und Marcus Miller, das im Januar und Februar 1987 aufgenommen und im Dezember 1987 von Warner Bros. veröffentlicht wurde. Das Album ist der Soundtrack zum Film Siesta von Mary Lambert.

## Hintergrund
Das Album, als Soundtrack für den von der Kritik als "seltsam, verwirrend und manchmal geradezu lächerlich, voll von absurden Wendungen" verrissenen Films Siesta, der Grace Jones und Isabella Rossellini eine Nominierung für die Goldene Himbeere als schlechteste Nebendarstellerin einbrachte, war relativ erfolgreich.
Nachdem Davis das Angebot angenommen hatte, die Musik für den Film zu erstellen, schickte er Marcus Miller ein Videoband des Filmes und eine Melodielinie als Modell und beauftragte ihn damit, den Soundtrack zu schreiben. Miller benötigte zwei Wochen, um mit diesen Vorgaben die Musik fertig zu komponieren.
Marcus Miller schuf auf dem Album eine zeitgenössische elektronische Orchestrierung für Davis lyrische Solos. Miller orientierte sich an der herkömmlichen Produktionsweise von Popalben und nahm die Musik Schicht für Schicht nacheinander auf, statt sie aus der Interaktion von Musikern im Studio zu entwickeln. Miller spielte auf dem Album zunächst das Piano und dann fast alle weiteren Instrumente, bis auf Gastauftritte der Gitarristen John Scofield und Earl Klugh, dem Schlagzeuger Omar Hakim und dem Flötisten James Walker. Auch Miles Davis kam nur ins Studio, wenn Trompetenklänge gebraucht wurden. Da Miller den größten Teil der schöpferischen Arbeit im Studio leistete, setzte sein Manager durch, dass er gleichberechtigt neben Davis als Urheber geführt wurde. Von der Stimmung erinnert das Album an Sketches of Spain und die Zusammenarbeit von Davis mit Gil Evans, dem das Album gewidmet ist.

## Titelliste
Alle Musikstücke komponiert von Marcus Miller, außer Theme for Augustine, das Miles Davis und Marcus Miller komponierten
1. Lost in Madrid, Part 1 – 1:48
2. Siesta; Kitt's Kiss; Lost in Madrid, Part 2 – 6:54
3. Theme for Augustine; Wind; Seduction; Kiss – 6:33
4. Submission – 2:32
5. Lost in Madrid, Part 3 – 0:49
6. Conchita; Lament – 6:43
7. Lost in Madrid, Part 4; Rat Dance; The Call – 1:41
8. Claire; Lost in Madrid, Part 5 – 4:33
9. Afterglow – 1:41
10. Los Feliz – 4:35

## Rezeption
1988 hieß es in der ›Wochenpresse‹ über das Album: „Siesta ist keine Filmmusik im herkömmlichen Sinn, keine oberflächliche Gebrauchsmusik, nichts zum nur Nebenbei-Hören. Siesta entfaltet sich auch ohne die bewegten Bilder.“
Scott Yanow bewertete das Album bei Allmusic mit drei von fünf Sternen und schrieb:

“Dedicated to arranger Gil Evans, the music is greatly influenced by his style. […] This was the first of several instances in which Miles Davis, in the twilight of his life, returned to his roots.”

„Dem Arrangeur Gil Evans gewidmet, ist die Musik stark von seinem Stil beeinflusst. […] Dies war das erste von mehreren Beispielen, in denen Miles Davis an seinem Lebensabend zu seinen Wurzeln zurückkehrte.“

Richard Cook und Brian Morton zeichnen das Album in The Penguin Guide to Jazz mit drei (von vier) Sternen aus. Für Cook/Morton ist der Soundtrack ein dichteres, fokussierteres und einfallreicheres Projekt, als es Sketches of Spain (1960) war, obwohl man klar die „blutorangene Fülle der Orchestrierung von Gil Evans“ vermisse. Das Album sei „ansprechend abstrakt, wenn auch ein wenig niveaulos; doch haben wir beide nach jedem Hören davon eine bessere Meinung.“